# Манзен, Лоренцо
Лоренцо Манзен (фр. Lorrenzo Manzin; род. 26 июля 1994, Сен-Дени (Реюньон),Франция) — французский профессиональный шоссейный велогонщик, выступающий c 2018 года за команду B&B Hotels-KTM.

## Достижения
2013
- 1-й  в генеральной классификации Tour de la Réunion
  - 1-й в прологе и на этапе 6
- 3-й — Гран-при Соммы (Grand Prix de la Somme)

2015
- 8-й на Гран-при Денена (GP de Denain)
- 1-й — Ля Ру Туранжель (La Roue Tourangelle)

2016
- 9-й на Trofeo Palma de Mallorca
- 5-й на Гран-при Денена (GP de Denain)
- 9-й в очковой классификации на Туре Польши

2017
- 3-й — Гран-при Соммы (Grand Prix de la Somme)

2018
- 2-й — Париж - Троя (Paris–Troyes)
- 6-й — Классика Брюсселя
- 7-й — Гран-при Импанис–Ван Петегем
- 8-й — Тур Валлонии
- 8-й — Париж - Камамбер (Paris–Camembert)
- 8-й — Elfstedenronde

2019
- 2-й — Тропикале Амисса Бонго
  - 1-й на этапах 4 и 7

## Статистика выступлений наГранд Турах
| Гранд Тур | 2015 | 2016 | 2017 |
| --------- | ---- | ---- | ---- |
| Джиро     | —    | —    | —    |
| Тур       | —    | —    |      |
| Вуэльта   | сход | 149  | 156  |